# Michal Dvořák
Michal Dvořák (* 23. listopadu 1965, Praha) je český producent, skladatel, textař, autor filmové a scénické hudby, hráč na klávesové nástroje, zakládající člen skupiny Lucie, autor projektu Vivaldianno. Je spoluautorem hudebního dokumentu pro Českou televizi – Expedice Pandurango aneb cesta za bohem hudby a iniciátorem a ředitelem Mezinárodního festivalu filmové hudby a multimédií Soundtrack Poděbrady.
Spolupracoval mimo jiné s Peterem Gabrielem, Hansem Zimmrem a Wyclefem Jeanem pro celosvětové televizní spoty Amnesty International.[zdroj⁠?!] Spolupracoval s režiséry: William Tanen (USA), Carlo Lascano (Španělsko) Jan Hřebejk, Jakub Sommer, Vladimír Michálek, David Sís, Petr Nikolajev, Ondřej Trojan, Ivan Vojnár, Viktor Polesný, Vít Olmer, Adam Rezek a dalšími.

## Ocenění
- 3x nominace na Českého lva – filmová hudba
- 1. místo Český Slavík (Lucie) – 1999,2000,2001
- 2. místo Český Slavík (Lucie)
- 2x 3. místo Český Slavík (Lucie)
- 5x cena České hudební akademie 1994
- 4x cena České hudební akademie 1999
- 9x Zlatá deska
- 7x Platinová deska
- 7x Double platinová deska
- 1x Křišťálová deska

## Dílo (výběr)
- Černí Andělé
- Troubit na trumpety by se nám líbilo
- Amerika
- Sen
- Slunečnice
- Noc
- Pod měděným nebem
- VIVALDIANNO "Město zrcadel"

### Filmová hudba
- Amerika (1994)
- Poslední přesun (1995)
- Mrtvej brouk (1998)
- Zapomenuté světlo
- Panství
- Báječná léta pod psa

### Krátké a dokumentární filmy
- Krajina ve tmě
- Ticho, které bolí
- Love lies Bleeding (USA)
- Časem vrah vrahem čas
- Jistota
- Pakárna

### Producent
- Keep Smiling – Walk-Chock-Ice
- Úplně nahá – Lucie Bílá (s Davidem Kollerem)
- Nová deska – Lenka Nová
- Premium 1993-2003, Musicbar, 007 – Chinaski
- VIVALDIANNO – "Město zrcadel"

### Spolupráce na deskách
- Wanastowi Vjecy
- Kollerband
- Lucie Bílá
- Chinaski
- Lenka Nová
- Another Way
- Vivaldianno MMVIII
- Vivaldianno MMXII
- Vivaldianno Město Zrcadel

### Znělky (výběr)
- MS v hokeji 2009
- MS v lyžování 2010
- kompletní hudební výbava NOVA SPORT
- Filmový festival Karlovy Vary 1998
- Anděl 2001
- filmové ateliéry Barrandov

### Reklamy
- Pepsi Cola
- Bohemia sekt
- Pilsner Urquell
- Tesco
- Vitana
- Fernet Stock
- Sazka
- Aqualinea
- Orbit
- Kodak
- Vitana
- Albert
- Barum
- Škoda
- Sticletti a více než 150 dalších

### Autor projektu VIVALDIANNO
Projekt v současnosti pod názvem VIVALDIANNO – Město zrcadel navazuje na zlatá a multi-platinová alba VIVALDIANNO MMVIII a MMXII. V současnosti se Vivaldianno vydává na světové turné.
VIVALDIANNO – Město zrcadel je unikátní 3D koncertní show postavená na barokní hudbě se soudobým zvukem a novou energií, to vše ve službách trochu mrazivého příběhu o nadějích a ztrátách barokního génia Antonia Vivaldiho.
Autorem libreta je český hudebník, scenárista a dramaturg Tomáš Belko. Pod obrazové ztvárnění celého koncertu se podepsal uznávaný japonský výtvarník, režisér a animátor Kosuke Sugimoto, momentálně působící ve studiu Eallin animation.
Velký orchestr klasického i art-rockového obsazení je umístěn na pódiu mezi velkoformátové přední a zadní projekce, které společně s propracovaným light designem a nejmodernějšími technologiemi umocňují tento trojrozměrný ojedinělý hudební zážitek.
Projekt svádí na jedno pódium mezinárodní tým umělců jako jsou v Michal Dvořák, Jaroslav Svěcený, Tina Guo (USA), Julie Svěcená, Anna Mlinariková, Roman Patočka, Martina Bačová, Terezie Kovalová, Carlos Zegarra (PER), Vlado Urlich (ESP), Jiří Janouch, Michal Pelant a Heroldovo kvarteto.
V červnu 2015 VIVALDIANNO absolvovalo koncertní halové turné po ČR a Slovensku. V Praze se projekt poprvé představil před vyprodanou O2 Arenou, v dalších městech se přidávala odpolední vystoupení. Na základě tohoto nebývalého úspěchu navázal management Vivaldianna spolupráci s největší vídeňskou koncertní agenturou GLP a připravuje světové turné se zastávkami v Brazílii, Argentině, USA, Mexiku, Německu, Maďarsku, Rusku, v Pobaltí a úspěšně vyjednává také s Japonskem, Jižní Koreou, Čínou a Anglií.